# 胡德盛
胡靖（1425年—？），原名德盛，字尚愚，江西饒州府德興縣人，民籍，明朝政治人物。景泰甲戌進士，官至山東布政使。

## 生平
江西鄉試第五十五名。景泰五年（1454年）甲戌科會試第二百七十三名，殿試登進士第三甲第十七名。初授監察御史，轉陝西僉事，升湖廣按察使。官山東右布政使。上奏時，英宗不喜其名「胡德盛」之諧音為「胡得勝」（胡人得勝），賜名爲“胡靖”（意思是胡人被平定）。歷官三十年，布衣蔬食。嘉靖年間建祠祭祀。

## 家族
曾祖父胡士華。祖父胡勝宗。父胡懸生。